# Ulica Umultowska w Poznaniu
Ulica Umultowska – ulica znajdująca się w północnej części Poznania.

## Przebieg
Swój bieg zaczyna się przy ulicy Lechickiej, będąc przedłużeniem ulicy Połabskiej, a kończy się na Umultowie. W północnej części przechodzi przez osiedle Różany Potok. Przy ulicy znajduje się Kampus Morasko. Od nazwy dzielnicy wywodzi się nazwa ulicy. Jej pisownia w przeszłości brzmiała: Ulułtowska oraz Umółtowska.

## Obiekty
Oprócz Kampusu Morasko przy ulicy znajdują się (od północy):
- dwór na Umultowie,
- jezioro Umultowskie (w pobliżu),
- kościół św. Jadwigi Królowej Wawelskiej (w pobliżu),
- stawy przy Kampusie UAM Morasko,
- osiedle Stefana Batorego,
- las z rezerwatem przyrody Żurawiniec,
- markety Bodzio i Intermarché,
- osiedle Bolesława Śmiałego,
- dawne Osiedle Opieki Społecznej,
- stacja benzynowa BP.

18 września 1987 otwarto pod numerem 1, podczas Dni Działkowca, nowo wybudowany Wojewódzki Ośrodek Szkolenia Polskiego Związku Działkowców. Budynek (obecnie w ruinie) zawierał Izbę Pamięci ze zbiorami wielkopolskich działkowców.